# Sixto Ríos
Sixto Ríos García (Pelahustán, 4 de enero de 1913-Madrid, 8 de julio de 2008) fue un matemático español, conocido como el padre de la estadística española.

## Biografía
Hijo de José María Ríos Moreiro y María Cristina García Martín, fue discípulo de sus propios padres, quienes eran maestros de profesión. Cuando la familia solicita traslado a Madrid, estudia en el Colegio San Mauricio y en el Instituto de San Isidro, destacando siempre por ser el número uno de su promoción.
En 1932 obtuvo el título de Licenciado en Ciencias Exactas por la Universidad Central de Madrid, con la calificación de Sobresaliente y Premio Extraordinario para, seguidamente, conseguir el de Doctor en Ciencias Matemáticas. Fue discípulo de Julio Rey Pastor que dirigió su tesis titulada Sobre la hiperconvergencia de las
integrales de Laplace Stieltje.  Fue catedrático de Análisis Matemático en las Universidades de Valencia, Valladolid y Madrid, además de Dr. Ingeniero Geógrafo y Profesor en la Escuela de Ingenieros Aeronáuticos y en la Facultad de Ciencias Económicas.
Ostentó los cargos de Director de la Escuela de Estadística de la Universidad de Madrid, director del Instituto de Investigación Operativa y Estadísticas del C.S.I.C., director del Departamento de Estadística de la Facultad de Ciencias Matemáticas de la Universidad Complutense y presidente de la Sociedad Española de Investigación Operativa, Estadística e Informática. Fue académico corresponsal de la Academia Nacional de Ciencias de Buenos Aires, y organizador y fundador, por encargo de la Unesco, de la Escuela de Estadística de la Universidad de Caracas. Fue miembro del comité de redacción de Statistical Abstracts y miembro de número del International Statistical Institute y del Institute of Mathematical Statistics.
Dirigió trabajos de investigación y de tesis de dieciséis catedráticos de universidad, y de algunos directores en centros estadísticos de Hispanoamérica. Realizó investigaciones de aplicación en la industria española y formó una Escuela de Investigación Operativa. Impartió conferencias en universidades de todo el mundo y presentó comunicaciones en congresos internacionales y publicaciones en revistas de máximo nivel internacional, y contribuyó a crear y dirigir centros de estudios e investigación, como la Escuela de Estadística de la Universidad de Madrid, el Instituto de Investigación Operativa y Estadística del C.S.I.C. y su revista Trabajos de Investigación Operativa y Estadística, la Escuela de Estadística de la Universidad Central de Venezuela o el Departamento de Estadística e Investigación Operativa de la Facultad de Ciencias, con cursos internacionales patrocinados por la Organización de Estados Americanos (O.E.A.) y por la Unesco.

## Publicaciones
Es autor, entre publicaciones y monografías, de más de 200 obras de investigación, dedicadas a análisis matemático, probabilidades y estadística e investigación operativa, entre las que destacan: Métodos Estadísticos (Ediciones del Castillo, S.A., 1967), valioso, casi un manual su Matemáticas especiales (Madrid: Paraninfo, 1972) , Matemática Aplicada (Madrid: Paraninfo, 1980) y Procesos de decisión multicriterio (Madrid: Eudema, 1990).

## Premios y reconocimientos
Recibió el reconocimiento de autores y revistas extranjeras. Recibió el Premio Nacional de Investigación Matemática en 1979. Fue Académico Numerario de la Real Academia de Ciencias Exactas, Físicas y Naturales desde 1961 hasta su muerte, y doctor honoris causa por las Universidades de Oviedo (2000) y de Sevilla (2001).
Su encomiable trayectoria profesional, de amplia proyección social, le valió el sobrenombre de El Padre de la Estadística en España.